# Жидычин
Жиды́чин (укр. Жидичин) — село в Луцкой городской общине Луцкого района Волынской области Украины.
До 2020 года входило в Киверцовский район.
Код КОАТУУ — 0721882701. Население по переписи 2001 года составляет 1396 человек. Почтовый индекс — 45240. Телефонный код — 803365. Занимает площадь 2,803 км².